# Pomnik Powstańców Wielkopolskich w Opalenicy
Pomnik Powstańców Wielkopolskich w Opalenicy – pomnik nagrobny wykonany w 1968 r. według projektu Kazimierza Bogdańskiego na mogiłach poległych powstańców wielkopolskich na cmentarzu parafialnym w Opalenicy.
W mogile spoczywa sześciu powstańców poległych w 1919 r., upamiętniono także sześciu uczestników powstania wielkopolskiego, którzy zginęli w niemieckich obozach koncentracyjnych.
Na betonowym pomniku o wys. 3 m umieszczono tablicę z następującym napisem:
"Polegli za wolność w Powstaniu Wielkopolskim 1918-1919 śp. Antkowiak Jan, Bereszyński Stefan, Finc Jan, Haładuda Jan, Ignyś Tomasz, Kozak Antoni. Zamordowani i zamęczeni powstańcy w hitlerowskich obozach koncentracyjnych w latach 1939-1945: Ławicki Czesław, Maciński Józef, Uryzaj Michał, Witajewski Maksymilian, Wittchen Nikodem, Wolny Jan. Cześć ich pamięci."
Powyżej znajduje się wizerunek orła, a w zwieńczeniu żelazny krzyż.